# Симфонія № 11 (Моцарт)
Симфонія № 11, ре мажор, KV 84 Вольфганга Амадея Моцарта була написана влітку 1770 року.
Структура:
1. Allegro, 4/4
2. Andante, 3/8
3. Allegro, 2/4

Склад оркестру:
2 гобої, фагот, 2 валторни, струнні.

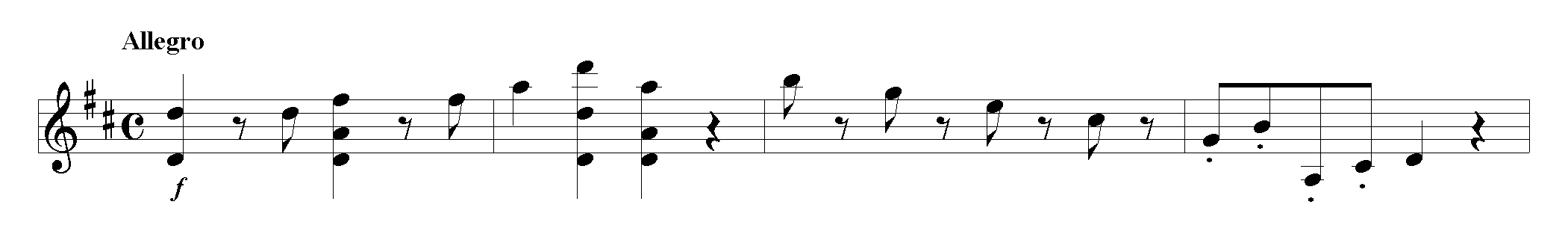
Симфонія № 11 (Моцарт), початок

## Ноти і література
- Ноти [Архівовано 25 березня 2012 у Wayback Machine.] на IMSLP
- Mozart, Wolfgang Amadeus; Giglberger, Veronika (preface), Robinson, J. Branford (transl.) (2005). Die Sinfonien III.. Kassel: Bärenreiter-Verlag. p. X. ISMN M-006-20466-3